# Mathieu Pustjens
Mathieu Pustjens (Roosteren, 20 februari 1948) is een voormalig Nederlands wielrenner. 

## Biografie
Pustjens was professioneel wielrenner van 1972 tot 1974. Als amateurwielrenner behaalde hij in 1970 twee etappeoverwinningen in de Ronde van Oostenrijk. Dit was toen een indicatie dat hij goed uit de voeten kon in wedstrijden waarin geklommen moest worden. In 1971 won hij het bergklassement van de Ronde van de Toekomst waarmee hij definitief blijk gaf van zijn klimcapaciteiten. In dezelfde toekomstronde werd hij tevens 7e in het eindklassement en tweede in een der etappes. Deze veelbelovende uitslagen als amateur bleken voor de Limburger echter geen garantie voor een succesvolle voortzetting van zijn carrière. Als professional wist hij geen enkele overwinning te behalen. 

Wel nam hij tweemaal deel aan de Ronde van Frankrijk, waarbij hij bij zijn debuut in 1972 als knecht van de Belg Lucien van Impe een zeer verdienstelijke 25e plaats behaalde in het eindklassement. In die Tour eindigde hij bovendien als vierde in het bergklassement, voor onder meer Zoetemelk, Poulidor en Thevenet. Bij zijn tweede deelname in 1973 moest hij in de 9e etappe opgeven. 

## Overwinningen en ereplaatsen
1968
- 1e Romsée-Stavelot-Romsée

1969
- 1e in de 3e etappe Ronde van Oostenrijk
- 2e in de 6e etappe Ronde van Oostenrijk
- 1e in de 7e etappe Ronde van Oostenrijk
- 1e in de 2e etappe, deel a Ronde van Luik
- 4e in de GP François Faber (Lux.)

1970
- 4e in het eindklassement Ronde van Luik

1971
- 1e in de 5e etappe deel b Ronde van Luik
- 2e in de 7e etappe Ronde van de Toekomst
- 7e in het eindklassement Ronde van de Toekomst
- 1e in het bergklassement Ronde van de Toekomst

1972
- 25e in het eindklassement Ronde van Frankrijk

## Resultaten in voornaamste wedstrijden
| Jaar | Ronde van Italië | Ronde van Frankrijk | Ronde van Spanje |
| ---- | ---------------- | ------------------- | ---------------- |
| 1972 |                  | 25e                 |                  |
| 1973 |                  | opgave              |                  |

| Jaar |  | WK op de weg |
| ---- |  | ------------ |
| 1972 |  | opgave       |
| 1973 |  |              |